# Vincenzo Leanza
Vincenzo Leanza (Cesarò, 3 dicembre 1932 – Palermo, 6 aprile 2004) è stato un politico italiano.

## Biografia
Laureato in giurisprudenza, fu anche avvocato e assistente universitario.
Esponente della Democrazia Cristiana, è stato per decenni sindaco del piccolo comune di San Teodoro, in provincia di Messina, e vicesegretario provinciale della DC di Messina. Nel 1973 viene eletto membro del comitato regionale siciliano della DC, nella lista di "Iniziativa Popolare", corrente guidata da Mariano Rumor e Flaminio Piccoli.
Fu deputato all'Assemblea Regionale Siciliana, eletto nella circoscrizione provinciale di Messina, nella VIII (1976-1981), IX (1981-1986), X (1986-1991), XI (1991-1996) legislatura con la DC, nella XII (1996-2001) con i Cristiani Democratici Uniti e nella XIII (2001-2004) nel listino con Forza Italia.
Fu assessore regionale al Lavoro nei governi 40°, 41°, 42° e 43° (1985-1989), e all'Agricoltura nel 44º governo (1989-1991), presieduti da Rino Nicolosi.
Assunse la carica di Presidente della Regione Siciliana nel 45º governo, dal 12 agosto 1991 al 16 luglio 1992. Scioltasi la DC, fu riconfermato all'Ars nel 1996 con il CDU. Aderì nel 2000 a Forza Italia, e divenne di nuovo presidente della Regione, nel 54º governo, dal 26 luglio 2000 al 17 luglio 2001.
Nel 2001 fu ancora rieletto all'Ars, nel listino del presidente, in quota FI.
Era presidente della Commissione speciale per la riforma dello Statuto dell'Ars, quando morì nel 2004.